# Maya Kristalinskaya
Maya Vladimirovna Kristalinskaya (en ruso: Ма́йя Влади́мировна Кристали́нская: ; Moscú, 24 de febrero de 1932 - Moscú, 19 de junio de 1985) era una cantante soviética.
En 1957, actuó en  el 6.º Festival Mundial de Juventud y Alumnado en Moscú con un conjunto amateur bajo la dirección de Yury Saulsky y fue galardonado con un premio Laureado. Más tarde empezó a actuar en solitario. Su popularidad aumento tempranamente en la década de 1960 cuándo  grabó la canción "Dva Berega" ("Somos Dos Bancos  del mismo Río") para la película Zhazhda (1959). La grabación en vinilo de la canción vendió siete millones de copias. Kristalinskaya fue el intérprete original de la canción "Nezhnost" (1966), que se considera el epítome de su talento para el canto. Recibió el título de Artista de Honor de la RSFSR en 1974. En 2002 Kristalinskaya conseguía una estrella en la Plaza de Estrella en Moscú.